# Drept de uzufruct
Dreptul de uzufruct este dreptul unei persoane de a se bucura de lucrurile ce sunt proprietatea altuia și de a le culege fructele naturale, industriale și civile, întocmai ca însuși proprietarul lor, însă cu îndatorirea de a le conserva substanța (art.703 Cod civil). Uzufructul este un drept real de folosință asupra unui bun, iar nu, ca în cazul contractului de locațiune, un drept de creanță asupra proprietarului.  Dreptul de uzufruct este un dezmembrământ al dreptului de proprietate, întrucât titularul acestuia deține numai o parte din atributele dreptului de proprietate, anume doar posesia. Proprietarul bunului păstrează practic numai dreptul de a dispune de bun în sens juridic, respectiv ar putea încheia, de exemplu, un contract de vânzare cu privire la bunul în cauză; în cazul existenței unui drept de uzufruct, proprietarul este desemnat prin expresia "nud proprietar", iar dreptul său "nudă proprietate".

## Durata uzufructului
Durata uzufructului diferă după cum este constituit în favoarea unei persoane fizice sau a unei persoane juridice astfel: uzufructul în favoarea unei persoane fizice este cel mult viager (art. 708 Cpd Civil) iar în cazul în care s-a constituit în favoarea unei persoane fizice până la data la care aceasta împlinește o anumită vârstă, durează până la acea dată, chiar dacă acea persoană a decedat înainte.
În ceea ce privește persoana juridică, uzufructul constituit în favoarea acesteia poate avea durata de cel mult 30 de ani, reducându-se de drept la acest termen, în cazul în care părțile au stabilit o durată mai mare. (art. 708, alin.(2) Cod Civil)

## Lucrurile asupra cărora se poate stabili uzufructul
Uzufructul se poate stabili asupra unuia sau mai multor bunuri individual determinate, de exemplu un teren, o casă, piese de mobilier etc., caz în care uzufructul se numește particular sau cu titlu particular, sau asupra unui întreg patrimoniu ori a unei fracțiuni de patrimoniu, caz în care uzufructul se numește universal sau cu titlu universal.
Uzufructul se poate stabili numai asupra bunurilor aflate în circuitul civil, corporale sau incorporale.

## Modul de dobândire a uzufructului
Uzufructul se poate dobândi, de regulă fie prin convenție, fie prin testament. Uzufructul convențional se poate constitui în două moduri: fie prin înstrăinare, în cazul în care proprietarul bunului creează asupra bunului un drept de uzufruct, fie prin retențiune, în cazul în care o persoană transferă proprietatea asupra bunului său, dar își rezervă asupra-și dreptul de uzufruct.
Uzufructul se poate dobândi și prin uzucapiune.

## Uzufructele legale
În vechime, existau drepturi de uzufruct deținute în virtutea legii de către părinți asupra averii copiilor lor, de către soț asupra dotei soției sale, precum și uzufructul legal al văduvei sărace asupra unei părți din averea soțului său. Prevederile legale în cauză sunt însă astăzi abrogate.